# 香豆蔻
香豆蔻（学名：Amomum subulatum）为姜科豆蔻属下的一个种。